# 津島美知子
津島 美知子（つしま みちこ、1912年（明治45年）1月31日 - 1997年（平成9年）2月1日）は、小説家・太宰治の妻。旧姓：石原。
太宰の作品に登場することも多い。「春の盗賊」「薄明」「親友交歓」「女神」「父」「美男子と煙草」「家庭の幸福」ほか、「十二月八日」では一人称で登場する。

## 略歴

### 生い立ち、教員時代
石原初太郎・くらの四女として島根県那賀郡浜田町（現在の浜田市）に生まれる。父の初太郎は山梨県中巨摩郡松島村大下条（現・甲斐市）出身の地質学者で、当時島根県の中学校で校長を務めていた。
山形県の山形県立米沢中学校校長や広島県の広島高等師範学校地質学教室講師を務めた父の転勤に伴い、各地を転々と移り住んだが、1922年（大正11年）、父祖の地である山梨県甲府市水門町29番地（現・山梨県甲府市朝日一丁目）に戻る。
1929年（昭和4年）3月、山梨県立甲府高等女学校（現・山梨県立甲府西高等学校）卒業。同年、東京女子高等師範学校（現・お茶の水女子大学）文科に進学。在学中の1931年（昭和6年）2月25日に父初太郎を失う。
1933年（昭和8年）3月、東京女子高等師範学校を卒業。5月25日、東京帝国大学医学部在学中の兄・石原左源太が病死。同年8月4日、山梨県立都留高等女学校（現・山梨県立都留高等学校の前身の一つ）の教諭に就任。地理と歴史を教える傍ら、翌1934年（昭和9年）9月15日から寮の舎監を兼任する。

### 結婚
1938年（昭和13年）7月上旬頃、太宰治の身の回りの面倒をみていた中畑慶吉と北芳四郎が、井伏鱒二に太宰の結婚相手の世話を依頼する。当時、井伏の学友の弟の高田英之助が東京日日新聞の記者をして井伏家に出入りしており、高田は甲府支局勤務時に、御岳自動車の社長斎藤文二郎の長女の須美子と知り合い結婚することになっていた。井伏は斎藤氏に誰か良い相手はいないかと手紙で問い合わせをする。母からその話を聞いた須美子は、扶助会で知り合った甲府高等女学校の2年後輩の石原愛子を通じて、愛子の姉の美知子の存在を知る。そこから太宰との縁談がすすめられた。
同年8月上旬、東北から北海道を旅行。8月7日、青森の青森駅前通り成田本店で太宰の作品集『虚構の彷徨、ダス・ゲマイネ』を購入し青函連絡船の中で読む。同年秋、太宰から処女作品集『晩年』を贈られて読む。同じ頃、『新潮』で短篇「姥捨」を読む。「自分で自分をついばんでいるようだ」と感じたという。
同年9月13日、太宰は、井伏鱒二の勧めにより山梨県南都留郡河口村（富士河口湖町河口）の御坂峠にある土産物屋兼旅館である天下茶屋を訪れる。9月18日、太宰は井伏の付き添いで、甲府市水門町（朝日一丁目）に居住する美知子を訪れ、見合いを行なう。太宰はただちに結婚を決意したという。11月6日、婚約。11月16日、甲府市竪町（朝日五丁目）の下宿屋である寿館に移る。12月24日、山梨県立都留高等女学校を依願退職。

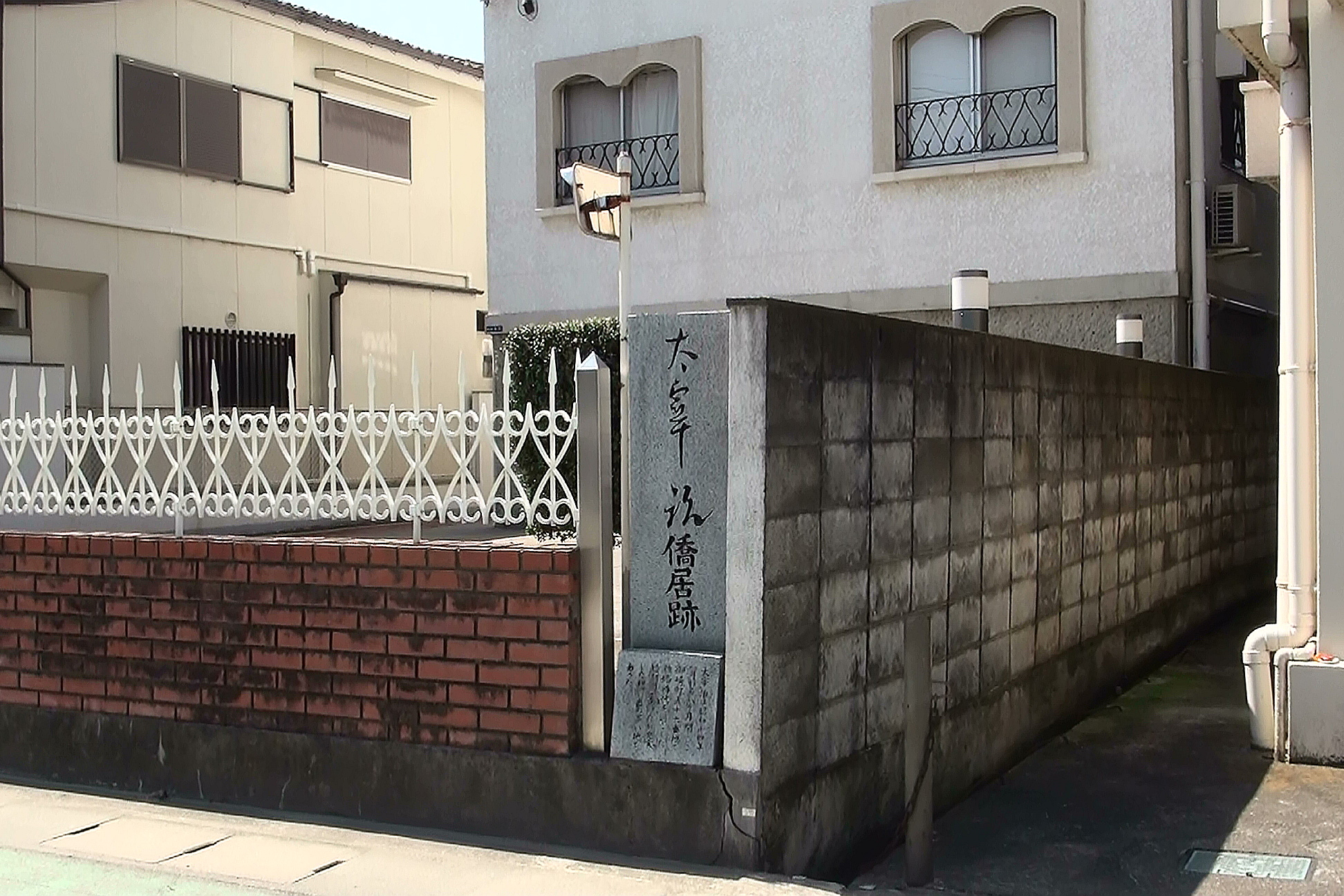
太宰治と結婚後、暮らした甲府市朝日の（旧御崎町）旧居跡

1939年（昭和14年）1月6日、甲府市御崎町（朝日五丁目）の借家に移転。1月8日、東京府東京市杉並区（現・東京都杉並区）の井伏鱒二宅にて太宰と結婚式を挙げた。9月1日、東京府北多摩郡三鷹村下連雀に移り住む。
1941年（昭和16年）6月8日、長女園子を生む。1942年（昭和17年）、太宰が美知子をモデルにして書いた一人称の短編「十二月八日」が『婦人公論』2月号に発表される。
1944年（昭和19年）8月10日、山梨の実家にて長男正樹を生む。
1947年（昭和22年）3月30日、次女里子を生む（後の作家津島佑子）。

### 太宰の死去
1948年（昭和23年）6月13日、太宰が死去。12月、大家から立ち退きか買い取りかの二者択一を迫られて東京都北多摩郡三鷹町（現・三鷹市）を去り、東京都文京区駒込曙町（現・本駒込1丁目）に転居。
1949年（昭和24年）8月、文京区駒込蓬莱町（現・向丘2丁目）に転居。1958年（昭和33年）8月、文京区駕籠町（現・本駒込6丁目）に転居。
1960年（昭和35年）2月、正樹が肺炎で死去。享年15。
1964年（昭和39年）、園子が大蔵官僚の上野雄二（当時、大蔵省から外務省に出向中。後に衆議院議員）を婿に迎える。
1978年（昭和53年）5月、人文書院から『回想の太宰治』を上梓。
1997年（平成9年）2月1日、心不全で死去。85歳没。遺骨は、太宰が眠る三鷹市禅林寺に葬られた。
1998年（平成10年）1月、税務署公示で課税遺産額が約9億4千万円と発表される。

## 著書
- 回想の太宰治（1978年5月20日、人文書院）